# نادي سوون
نادي سوون هو نادي كرة قدم كوري جنوبي من مدينة سوون يلعب في دوري كوريا الجنوبية،تأسس النادي في 2003.